# Badonviller
Ne doit pas être confondu avec Badonvilliers.
Badonviller [badɔ̃vile] est une commune française située dans le département de Meurthe-et-Moselle, en région Grand Est. Ses 1 533 habitants sont appelés les Badonvillois et les Badonvilloises. Village anciennement industriel, connu pour sa faïencerie, Badonviller est depuis la loi du 8 juillet 1879 le chef-lieu du canton de Badonviller regroupant 12 communes, après scission du canton de Baccarat. Elle fait également partie de la communauté de communes du Badonvillois depuis sa création le 6 décembre 2001.
Le village s'est vu décerner une fleur dans l'épreuve du concours des villes et villages fleuris pour récompenser son embellissement et la qualité des différents massifs de fleurs dans l'agglomération.

## Géographie
Badonviller se situe sur les premiers contreforts du massif des Vosges, sur le plus court chemin de Nancy à Strasbourg, à une quinzaine de kilomètres de Baccarat et à une trentaine de Lunéville. La commune est traversée par un affluent de la Vezouze appelé la Blette.

### Communes limitrophes
| Neuviller-lès-Badonviller, Ancerviller | Montreux    | Bréménil      |
| Saint-Maurice-aux-Forges               | Badonviller | Angomont      |
| Fenneviller, Pexonne                   | Pexonne     | Pierre-Percée |

### Transports urbains
Deux lignes de transports en commun, par bus, sont à disposition des habitants de la commune : 
- R720 : entre Lunéville et Parux, via Badonviller et Baccarat[6] ;
- R710 : entre Lunéville et Cirey-sur-Vezouze[7].

La première ligne permet, notamment, de se rendre à la gare SNCF la plus proche, à Baccarat.

### Météorologie
Le 31 mars 2021, un nouveau record de chaleur, pour un mois de mars, a été établi à 25,7 degrés.

### Hydrographie
La commune est dans le bassin versant du Rhin au sein du bassin Rhin-Meuse. Elle est drainée par la Blette, le ruisseau de France et le ruisseau la Breme,.
La Blette, d'une longueur de 23 km, prend sa source dans la commune  et se jette  dans la Vezouze à Herbéviller, après avoir traversé six communes.

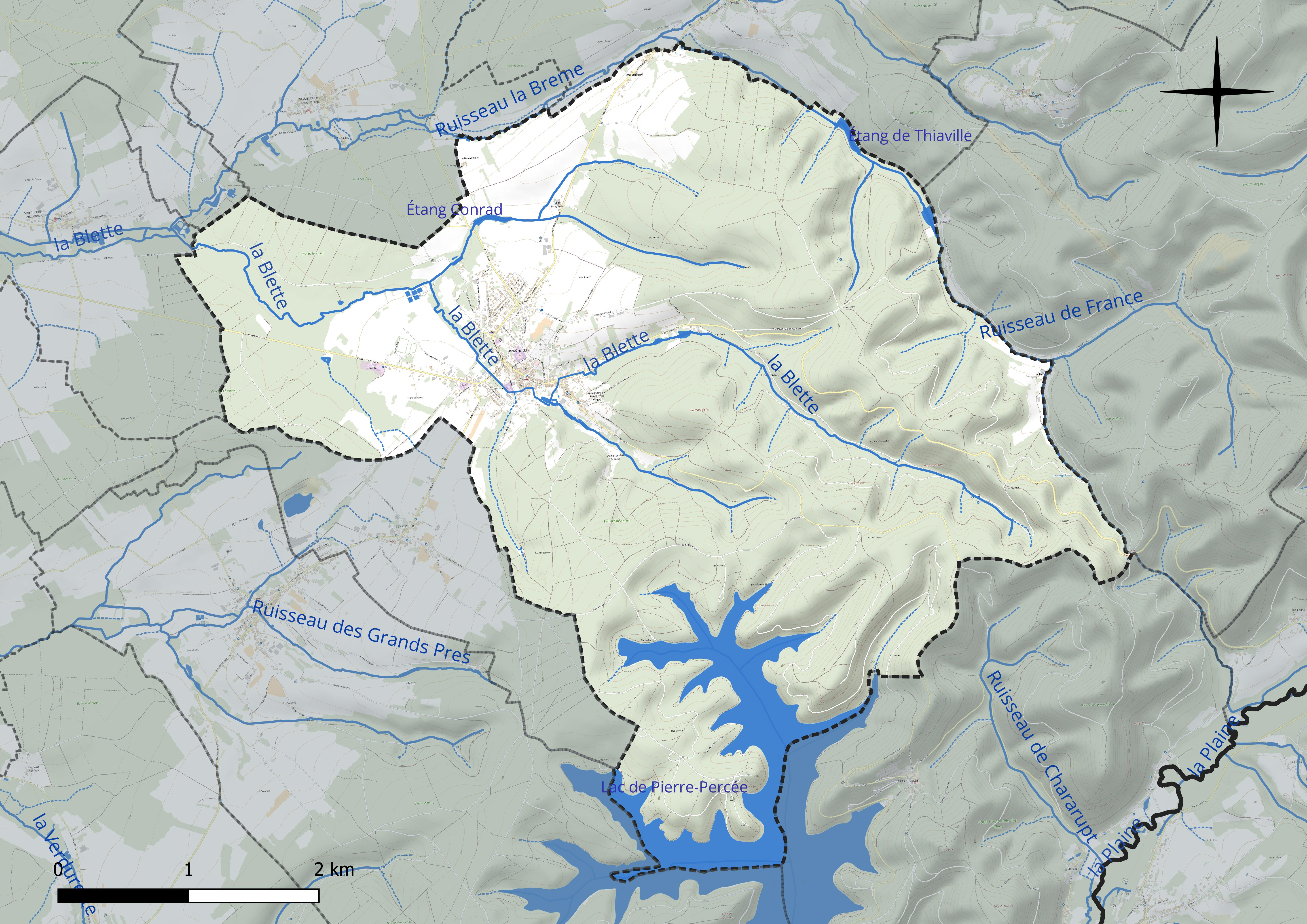
Réseau hydrographique de Badonviller.

Trois plans d'eau complètent le réseau hydrographique : le lac de Pierre-Percée, d'une superficie totale de 303,4 ha (113,7 ha sur la commune), l'étang Conrad (1,1 ha) et l'étang de Thiaville (1,6 ha),.

### Climat
Pour des articles plus généraux, voir Climat du Grand Est et Climat de Meurthe-et-Moselle.
En 2010, le climat de la commune est de type climat de montagne, selon une étude du Centre national de la recherche scientifique s'appuyant sur une série de données couvrant la période 1971-2000. En 2020, Météo-France publie une typologie des climats de la France métropolitaine dans laquelle la commune est exposée à un climat semi-continental et est dans la région climatique Vosges, caractérisée par une pluviométrie très élevée (1 500 à 2 000 mm/an) en toutes saisons et un hiver rude (moins de 1 °C).
Pour la période 1971-2000, la température annuelle moyenne est de 9,4 °C, avec une amplitude thermique annuelle de 16,9 °C. Le cumul annuel moyen de précipitations est de 1 025 mm, avec 12,9 jours de précipitations en janvier et 10,2 jours en juillet. Pour la période 1991-2020, la température moyenne annuelle observée sur la station météorologique installée sur la commune est de 10,2 °C et le cumul annuel moyen de précipitations est de 1 066,3 mm. 
La température maximale relevée sur cette station est de 39,1 °C, atteinte le 4 août 2022 ; la température minimale est de −22 °C, atteinte le 14 janvier 1960,,.
| Mois                                  | jan.            | fév.           | mars           | avril           | mai           | juin          | jui.          | août          | sep.            | oct.          | nov.           | déc.           | année     |
| ------------------------------------- | --------------- | -------------- | -------------- | --------------- | ------------- | ------------- | ------------- | ------------- | --------------- | ------------- | -------------- | -------------- | --------- |
| Température minimale moyenne (°C)     | −1,3            | −1,3           | 0,8            | 3,2             | 7,4           | 10,7          | 12,6          | 12,3          | 8,9             | 6             | 2,2            | −0,1           | 5,1       |
| Température moyenne (°C)              | 1,9             | 2,7            | 5,9            | 9,4             | 13,5          | 16,9          | 18,9          | 18,7          | 14,7            | 10,8          | 5,8            | 2,8            | 10,2      |
| Température maximale moyenne (°C)     | 5,1             | 6,7            | 11,1           | 15,7            | 19,6          | 23,2          | 25,3          | 25            | 20,6            | 15,5          | 9,3            | 5,8            | 15,2      |
| Record de froid (°C) date du record   | −22 14.01.1960  | −20 27.02.1986 | −18,5 01.03.05 | −9,5 12.04.1986 | −4 01.05.1962 | −1 02.06.1962 | 2 06.07.1964  | 2 25.08.1980  | −2,5 26.09.1972 | −7 31.10.1997 | −13 23.11.1998 | −19 03.12.1973 | −22 1960  |
| Record de chaleur (°C) date du record | 18,5 05.01.1999 | 22 29.02.1960  | 26,3 31.03.21  | 29,5 28.04.12   | 33,5 25.05.09 | 36,4 18.06.22 | 38,9 25.07.19 | 39,1 04.08.22 | 33 15.09.20     | 29,5 02.10.23 | 24 08.11.15    | 21 16.12.1989  | 39,1 2022 |
| Précipitations (mm)                   | 90,1            | 80,7           | 81,1           | 68,4            | 96,5          | 85,7          | 93            | 84,2          | 91,1            | 94,4          | 96,8           | 104,3          | 1 066,3   |

| Diagramme climatique                                  |             |             |             |             |              |            |            |             |           |            |              |
| J                                                     | F           | M           | A           | M           | J            | J          | A          | S           | O         | N          | D            |
| 5,1−1,390,1                                           | 6,7−1,380,7 | 11,10,881,1 | 15,73,268,4 | 19,67,496,5 | 23,210,785,7 | 25,312,693 | 2512,384,2 | 20,68,991,1 | 15,5694,4 | 9,32,296,8 | 5,8−0,1104,3 |
| Moyennes : • Temp. maxi et mini °C • Précipitation mm |             |             |             |             |              |            |            |             |           |            |              |

Les paramètres climatiques de la commune ont été estimés pour le milieu du siècle (2041-2070) selon différents scénarios d'émission de gaz à effet de serre à partir des nouvelles projections climatiques de référence DRIAS-2020. Ils sont consultables sur un site dédié publié par Météo-France en novembre 2022.

## Urbanisme

### Typologie
Au 1er janvier 2024, Badonviller est catégorisée bourg rural, selon la nouvelle grille communale de densité à sept niveaux définie par l'Insee en 2022.
Elle est située hors unité urbaine et hors attraction des villes,.

### Occupation des sols
L'occupation des sols de la commune, telle qu'elle ressort de la base de données européenne d’occupation biophysique des sols Corine Land Cover (CLC), est marquée par l'importance des forêts et milieux semi-naturels (77 % en 2018), une proportion sensiblement équivalente à celle de 1990 (77,1 %). La répartition détaillée en 2018 est la suivante : forêts (77 %), terres arables (6,4 %), zones agricoles hétérogènes (6,1 %), eaux continentales (4,8 %), zones urbanisées (3,3 %), prairies (1,3 %), zones industrielles ou commerciales et réseaux de communication (1,1 %). L'évolution de l’occupation des sols de la commune et de ses infrastructures peut être observée sur les différentes représentations cartographiques du territoire : la carte de Cassini (XVIIIe siècle), la carte d'état-major (1820-1866) et les cartes ou photos aériennes de l'IGN pour la période actuelle (1950 à aujourd'hui).

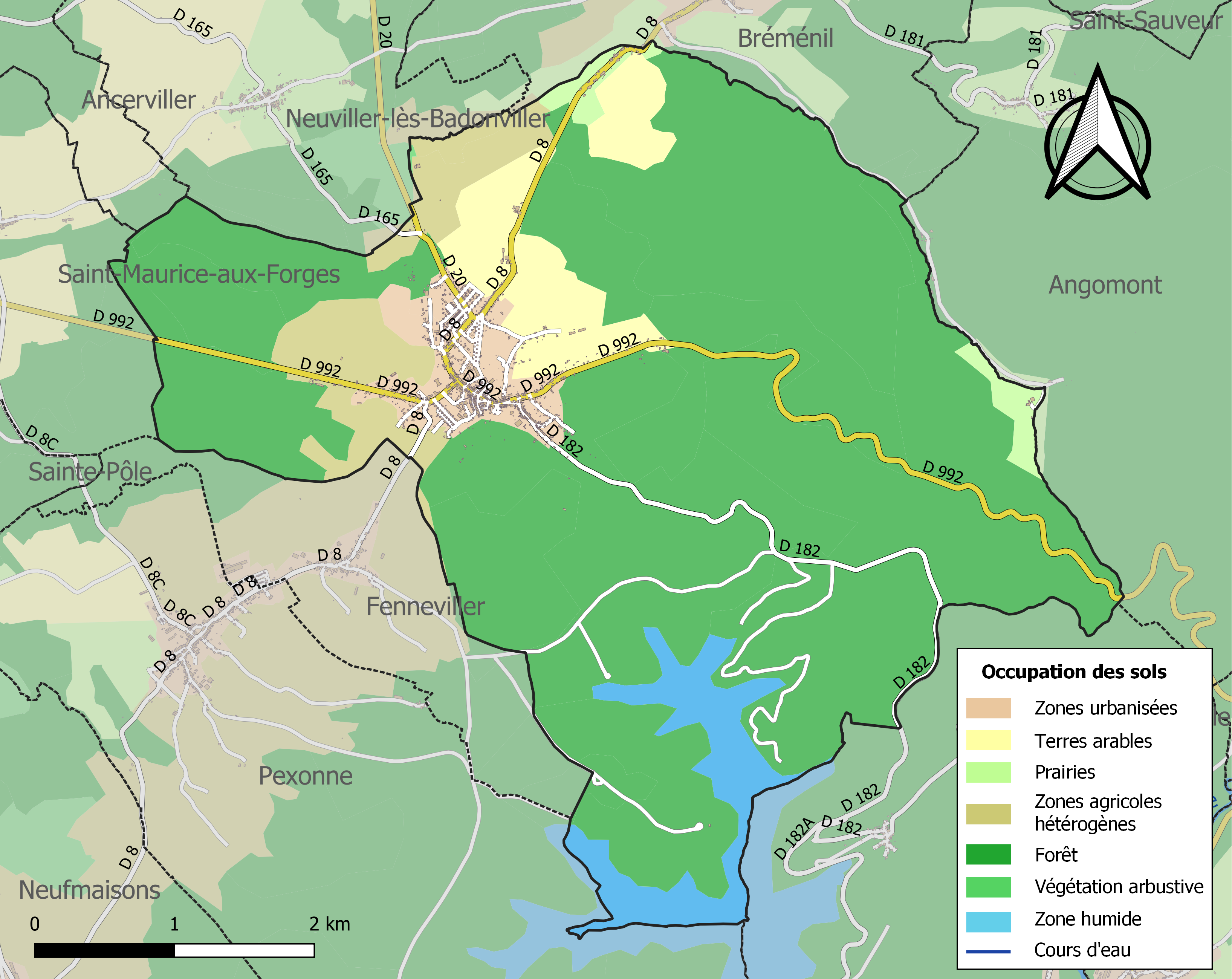
Carte des infrastructures et de l'occupation des sols de la commune en 2018 (CLC).

## Toponymie
Le nom de la localité est attesté sous les formes Alodum Baddonviler et Baudonviler ; Rainerus de Baldovillari (1124) ; Baudonvilier (1357) ; Baudoviller (XIIIe siècle) ; Baudonvilleir (1386) ; Bodonvillare (XIVe siècle) ; La chastellerie et forteresse de Baudonviller (1416) ; Baltzweiler (1552) ; Pfaltzweiller (1665) ; Badonisvillare (1778) ; Le village figure sur la carte de Cassini, sous le nom de Baudonviller.

Phaltzwiller en 1665 comme Baltzweiler et Badenweiler sont les dénominations en allemand.

Albert Dauzat et Charles Rostaing ont proposé un étymon de personne germanique Baldo, avec suffixe roman -villare « ferme ».

Selon Augustin Calmet et la cohorte des érudits lorrains du XIXe siècle, Badonviller (Bodonis villa), son nom serait issu de l'illustre famille Bodo, et en particulier de saint Bodon ou Leudin Bodon, 17e évêque de Toul qui vivait vers le VIIe siècle et dont cette villa ou domaine était le patrimoine. L'apparent désaccord linguistique sur l'explication du toponyme proviendrait d'une différence notable, entre le nom simplifié du prélat Bodo en latin médiéval (langue écrite monopolistique) et les langues vernaculaires du IXe siècle et Xe siècle, le tudesque ou vieil allemand de Souabe de la chevalerie locale, et ses adaptations dans le parler roman, qui deviendront après le XIIe siècle au niveau véhiculaire, le roman lorrain et, au niveau vernaculaire, le patois du piémont lorrain de Badonvillers, où le a se prononce bien souvent comme le son o en français.
Les variations toponymiques à partir du XVIe siècle doivent être prises avec méfiance : ce sont parfois des adaptations suspectes ou de pures inventions littéraires de la Renaissance, par des humanistes férus de latin classique comme de multiples langues.

## Histoire

### Antiquité
Les archéologues ne mettent pas en doute l'existence d'un centre latifundiaire à l'époque gallo-romaine.

### Moyen Âge
Bodonis Villa est le centre d'un grand domaine mérovingien. Il est dirigé par une puissante famille Leudes, possessionnée dans le Sud-Ouest de l'Austrasie et le Nord de la Bourgogne. Un membre de cette famille, Leudinus Bodo, termine sa carrière en prenant la crosse et la mitre de l'évêché de Toul. Pour conclure sa vie exemplaire, il décide de créer un grand monastère Bodonis monasterium à partir de ses possessions bordant le piémont vosgiens et une partie des montagnes voisines. C'est l'origine de monastère de Bodonmoutier, probablement démembré par les Pépinnides, avant de resurgir, par reconstruction partielle, sous la forme de l'abbaye de Saint-Sauveur.
Badonviller à l'époque carolingienne n'est plus qu'un modeste lieu de pouvoir, bourgade régissant une contrée paysanne, sous la tutelle temporelle de l'évêque de Metz. Mais après les troubles du Xe siècle, diverses familles de chevaliers alsaciens et souabes tendent à imposer leur domination, avec l'accord ou sans l'accord de l'autorité messine, demandant parfois le soutien spirituel de l'évêché de Toul.
La contrée avec celle de Blâmont fait partie d'un territoire administré par les châtelains de Pierre-Longue qui sont au milieu du XIe siècle sous l'autorité des comtes de Langenstein ou Langstein (Pierre-Longue en ancien français), avant de passer après 1140 à la maison de Salm. La longue guerre menée autour de 1135 par l'évêque de Metz, Étienne de Bar, contre le duc de Lorraine s'achève par le siège pendant une année de la capitale Pierre-longue (qui se nommera dorénavant Pierre-Percée par la tentative de percement d'un puits et l'aménagement d'une citerne d'eau de pluie) et la confiscation provisoire des terres du comté de Salm, puisque le défunt comte Hermann II, autrefois homme de l'évêque et placé par lui à la tête de l'avouerie de Senones, est devenu félon en suivant le duc de Lorraine.
Badonviller, bourgade idéalement placé sur le piémont vosgien et choisie par l'évêque messin, tuteur de l'héritier captif, Henri, qui est aussi son neveu par sa mère Agnès, a profité de la déchéance administrative de Pierre-Percée. Elle s'impose rapidement comme la capitale du comté de Salm. La lignée des comtes la fortifient et la défendent plus tard contre les prétentions des turbulents seigneurs de Blâmont, issus d'une branche cadette de la maison de Salm, au XIIIe siècle et au début du XIVe siècle.
Badonviller est déjà une place forte au XIIIe siècle.

### Époque moderne

#### La Réforme et l'exode des protestants
L'essor de Badonviller, capitale et résidence des comtes de Salm, est remarquable au XVIe et surtout à la fin du XVIe siècle, époque où des monnaies et des médaillons sont frappés. La paroisse installée au XIVe siècle est dédié à saint Martin. Il existe deux faubourgs, le Haut-faubourg et le faubourg d'Allemagne. Badonviller sur la Blette est à 1,5 lieue de Blâmont, 2,5 lieues de Raon-L'Etape, 3 lieues d'Etival, 5 lieues de Senones, 7 lieues de Lunéville...
En 1518, la famille princière des comtes de Salm, en particulier celle de Philippe-François, suit le courant de la Réforme luthérienne, sans toutefois obliger la population à ce choix. Mais les pasteurs luthériens du temple princier ne cesse de prêcher. Badonviller, capitale du comté, comporte une population de protestants réformés et de moins en moins de catholiques qui cohabitent pacifiquement. Pourtant la réforme échappe vers 1550 au prince et aux pasteurs luthériens officiels, le peuple et les religieux optant massivement pour le calvinisme.
Le mariage en 1597 de François de Vaudémont, fils de l'intransigeant duc catholique Charles III, avec Christine de Salm, une des héritières du comté de Salm, provoque une situation inédite, car l'autre héritier, Philippe-Othon de Salm, se convertit au catholicisme après un voyage à Rome en compagnie du cardinal de Lorraine en 1591. Le partage du comté en 1598 avec Badonviller, comme capitale indivis, ne clarifie pas l'avenir religieux. Parvenus au pouvoir, les comtes lorrains de Salm, comme le prince de Salm, honoré du titre rhingrave et prince d'Empire en 1621 pour son retour au camp catholique, fondement du parti Habsbourg, se doivent de purger l'hérésie.
S'attachent-ils avec prudence à convertir tous ses sujets au catholicisme ? François de Vaudémont s'impatiente de la lente reconquête tridentine, et, passant outre l'avis mesuré de l'évêque de Toul, demande au pape Grégoire XV un vicaire apostolique. Ainsi il obtient l'intervention de missionnaires sous la direction de Bernard, abbé de Haute-Seille. Ce dernier inquisiteur s'associe avec le prieur de l'abbaye de Senones, Hipolyte Bobant, pour la partie montagneuse, terre de principauté.
Par un édit en date du 12 mars 1625, les princes, stupéfaits de la foule d'hérétiques encore présente, interdisent l'exercice du culte calviniste, ferment les temples, bannissent les pasteurs et maîtres d'école protestants et ordonnent aux habitants de se faire instruire dans la foi catholique dans le délai d'une année, sous peine de bannissement. Le résultat de cet édit est une migration assez importante de la communauté protestante de Badonviller vers Sainte-Marie-aux-Mines, territoire limitrophe du duché de Lorraine où régnait la tolérance. Les registres de baptêmes de l’Église réformée de Badonviller (de 1567 à 1624) se trouvent toujours actuellement aux archives communales de Sainte-Marie-aux-Mines. Mais le problème reste entier, dans les villages et dépendances de l'ancien comté, où les crypto-protestants par nécessité ne veulent abandonner leurs modestes biens ou avoirs.

#### L'intégration à la  Lorraine et au royaume de France
Démantelée pendant la guerre de Trente Ans, Badonviller reste pourtant en titre la capitale indivis du comté lorrain de Salm et de la principauté des Salm-Sauvage. Rares sont les princes de Salm qui y résident longtemps, la lignée des comtes lorrains est représentée désormais par les ducs de Lorraine et les comtes du Rhin servent l'Empereur à Vienne et dans ses dépendances. En 1747, la gruerie de Badonviller dépend de la maîtrise des eaux et forêt de Saint-Dié.
Survient le second partage sans indivis en 1751, le duché de Lorraine sous égide du royaume de France garde Badonviller et l'essentiel de l'ancien comté que le duché de Lorraine administrait déjà à l'ouest de la rivière Plaine, par contre les princes d'Empire de Salm-Salm, ainsi nommé par l'union de deux branches cousines de Salm, gardent leurs terres et choisissent le prestigieux bourg de Senones pour capitale de leur principauté. Il s'agit déjà d'une simple résidence d'été des princes allemands, comtes du Rhin.
Badonviller, qui a pourtant gardé sa prévôté en juillet 1751 avec le titre vieilli et honorifique de capitale du comté lorrain de Salm, passe ainsi au royaume de France avec l'annexion officielle de 1766.

### Époque contemporaine
La commune de Badonviller, dès sa formation en 1790, est chef-lieu d'un canton dans le district de Blâmont. Ce canton englobant douze autres communes rassemble les communes d'Angomont, de Badonviller, de Bréménil, de Couvay, de Fenneviller, de Neufmaisons, de Neuviller (Neuviller-lez-Badonviller), de Pexonne, de Pierre-Percée, de Saint-Maurice, de Sainte-Pôle, de Veney et Vacqueville.
Lors de la formation des arrondissements, après suppression des cantons et des districts au cours de l'an VIII, Badonviller reste chef-lieu de canton, dans l'arrondissement de Lunéville. Mais après la simplification consulaire de l'an X, la commune est simplement reversée dans le canton de Baccarat qui compte 30 communes et 19770 habitants. Le legs du comté de Salm s'efface rapidement, au point que quelques historiens lorrains du milieu du XIXe siècle le décrivent fallacieusement, en fief appartenant au comté de Blamont, fondation certes issue d'un branche cadette des premiers Salm.
Lors de la guerre de 1870, une colonne prussienne de reconnaissance, commandée par le major Elern, au service du général von Werder, passe par Saverne et Sarrebourg avant d'investir Blâmont le 20 septembre et d'occuper Badonviller le 21 septembre. Cette unité opérationnelle de faible effectif ne comporte que le 3e bataillon du 2e régiment de Landwehr, renforcé par des grenadiers de la garde, ainsi que deux pelotons du second régiment hussard de réserve, et deux pièces de batterie légère de la garde. Elle agit de concert avec une petite colonne badoise, en coordination avec le poste de Mutzig. Son rôle est de forcer le passage des points faibles, d'exercer une pression par sa seule apparition, sans accepter de véritables combats, et ainsi de forcer l'ennemi français à installer ou renforcer de coûteuses fortifications. Une colonne prussienne poursuit dès le jour suivant vers Baccarat, alors que Elern lance sa colonne d'avant-garde badoise, soit 500 h, vers Pierre-Percée et la vallée de Celles. Repoussé et désorganisé par les mobiles du bataillon de la Meurthe, du commandant Brisac venu de Saint-Dié la veille, en mouvement dans le Val de Plaine, à hauteur de la scierie Lajus jusqu'au petit village de Pierre-Percée, la perte de dizaines d'hommes oblige la colonne badoise à se replier vers les hauteurs. Le lendemain, le 24 septembre, le major Elern change de stratégie de harcèlement, il prévoit l'évacuation de Badonviller et ayant reçu le renfort de deux compagnies saxonnes, marche sur Montigny alors qu'une colonne de 600 hommes part occuper le 26 septembre Azerailles pour sécuriser en aval le secteur occupé de Baccarat sur la Meurthe.
Badonvillers (sic) devient en 1879 chef-lieu de canton, à la suite de la scission du canton de Baccarat. Il s'agit d'un canton au sein d'un massif forestier sur les divers grès vosgiens, intermédiaires et bigarrés, qui, entre la vallée de la Plaine au sud-est, la vallée de la Meurthe au sud-ouest et le piémont incliné vers la Vezouze au nord-ouest, accueille un enchevêtrement de forêts domaniales, de forêts communales et autres bois privés ou groupement de "hagis" particulier.
Ce nouveau canton administratif porte la vaste forêt domaniale des Élieux couvrant 2079 ha de 300 mètres à 585 mètres d'altitude et répartie sur cinq de ses communes, c'est-à-dire outre Badonvillers, Pierre-Percée, Pexonne, Fenneviller et Sainte-Pôle. Différents cantons forestiers de cette forêt appartenant à l'état sont grevés de droits de pâtures autrefois communautaires : La Pile à Badonvillers, Nablote à Pexonne, Allencombe à Fenneviller, l'Effoureux à Sainte-Pôle, La Pierre-à-Cheval à Pierre-Percée. En 1890, le relevé moyen des comptage d'espèces sur cette vaste forêt laisse entrevoir 40 % de sapin, 35 % de hêtre, 10 % de pin, 8 % de chêne, 5 % de bouleau et 2 % de charme. Il s'agit d'une futaie gérée par réensemencement naturel et éclaircies, avec une révolution d'exploitation fixée à 144 ans, en quatre périodes de 36 ans. La forêt des Élieux comporte quatre séries : La Pile couvrant 613 ha, la vallée de Pierre-Percée 526 ha, le bassin de Chararupt 456 ha et la bassin de la Blette 501 ha. Pour améliorer l'exploitation forestière, les autorités, utilisant une concession de tolérance au passage, ont fait construire un chemin de fer à voie étroite et à traction animale, de la scierie de Thiaville à la gare de Badonviller traversant la forêt sur 3,2 km. Les coupes principales de régénération sur les quatre séries totalisent 4094 mètre cube. En trois années, de 1888 à 1890, le produit annuel moyen des coupes de cette forêt domaniale compte 8801 mètre cube, rapportant 109504 F, somme auquel on peut ajouter les produits accessoires s'élevant à 1951 F. La location de la chasse apparaît variable : 2030 F en 1889, 1005 F en 1890. La gestion de la forêt exige aussi des travaux, estimé à 2812 F par an et surtout une surveillance constante induisant des frais annuels moyens avoisinant 4632 F.

#### La Faïencerie

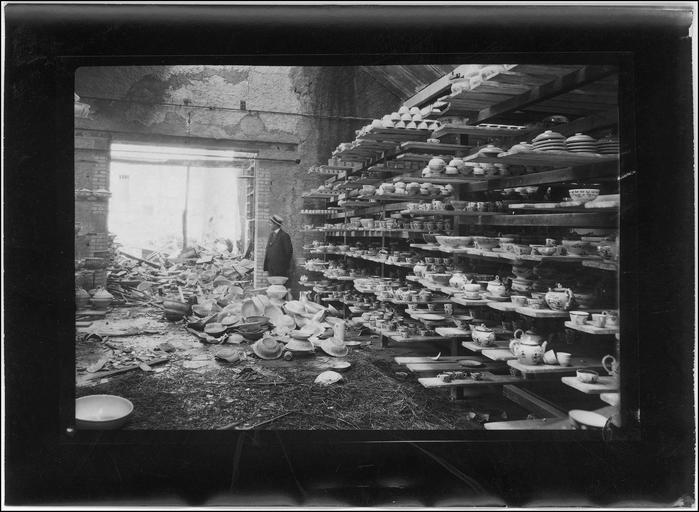
Une faïencerie pendant la guerre, en 1915.

La fabrication de faïence à Badonviller débute en 1828 lorsque Nicolas Fenal, cultivateur, hérite d'une faïencerie à Pexonne (Meurthe-et-Moselle). Il reprend l'affaire et à son décès en 1857, ses enfants et neveux lui succèdent. Un des neveux, Théophile Fenal, créa sa propre manufacture à Badonviller. L'usine comptait alors plus de 300 ouvriers. Il n'existait à Badonviller aucune des matières premières nécessaires à la production de faïence, il fallait tout faire venir sur place. La proximité de forêts permettait l'approvisionnement en source d'énergie.
En 1905, Théophile Fenal mourut, son fils Edouard lui succéda. À son apogée, l'entreprise compta 1 000 salariés. Des artistes de renom, les frères Mougin et Géo Condé, créèrent des objets artistiques pour la faïencerie.
En 1921, la famille Fenal acheta les faïenceries de Lunéville et Saint-Clément qui furent dirigées par Edouard Fenal ; la faïencerie de Badonviller fut placée sous la direction de son fils Bernard qui dirigea la société au décès de son père en 1938. Bernard Fenal mourut pendant la Seconde Guerre mondiale, Gilbert Fenal lui succéda.
La production de faïence à Badonviller cessa en 1990.

#### Ligne départementale LBB

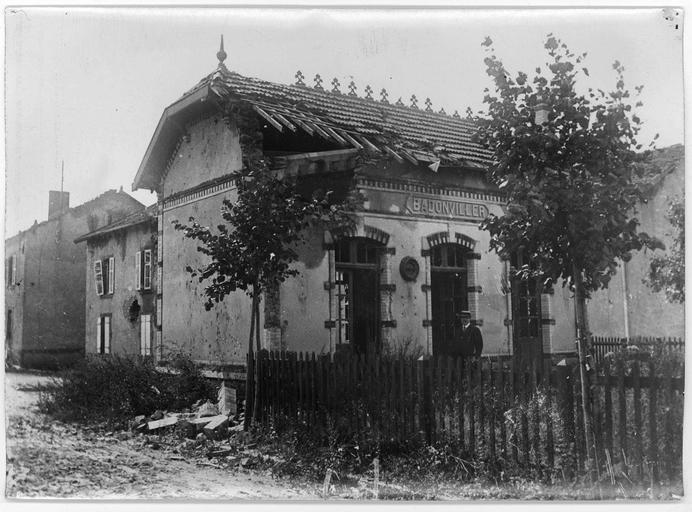
La petite gare des voyageurs en 1915.

Badonviller est desservi, entre 1911 et 1942, par une ligne, à voie métrique et d'intérêt local, entre Lunéville et Badonviller. Elle est inaugurée par le ministre Albert Lebrun, le 13 août 1911, avec quatre arcs de triomphe dont l'un porte l'inscription « A Mr Lebrun, ancien ami de Mr Fenal ».
La station, appelée « petite gare », est un abri-voyageurs perpendiculaire à la voie qui possède deux quais de déchargement à la gare de marchandises. Elle est proche de la faïencerie Fenal et de la gare de la Compagnie de l'Est.
Le trafic fonctionnera jusqu'en 1942, la gare de marchandises devenant habitation au XXIe siècle.

#### Première Guerre mondiale

Statue taillée le 15 février 1916.

La ville fut incendiée le 12 août 1914, 85 maisons ont été brûlées par les Bavarois à la suite de la résistance du 20e bataillon de chasseurs à pied (BCP) de Baccarat sur le 16e IR bavarois[réf. souhaitée]. Les villageois sont accusés d'être des « francs-tireurs » et dix civils sont assassinés.
Le maire du village, Joseph Edmond Benoît, dont l'épouse avait fait partie des victimes, ne cessa de se démener toute la journée pour apporter secours et réconfort aux blessés et aux familles. Il poussa la magnanimité jusqu'à protéger un soldat allemand à qui les civils voulaient faire un mauvais sort[réf. souhaitée]. Pour sa conduite, Benoit fut fait chevalier de la Légion d'honneur le 19 juillet 1914 (Journal officiel et L'Action française du 19 juillet).
En souvenir de la prise du village, le chef de la musique du régiment bavarois Georg Fürst (de)  écrivit la Badonviller-Marsch (de), la marche de Badonviller, musique militaire qu'il est toujours possible d'entendre. Elle met en avant la première victoire allemande contre les Français sans évidemment parler des exactions qui eurent lieu dans le village. Cette musique sera la préférée d'Adolf Hitler selon un article de Time où il est possible de lire qu'Hitler se réservait l'usage de cette marche pour ponctuer ses apparitions publiques.
D'importants combats se sont déroulés en février-mars 1915 au col de la Chapelotte à Angomont ; le mémorial a été dressé à Badonviller.
En 1918, Badonviller est détruite à 72 %[réf. souhaitée], elle acquerra le titre de Cité martyre.

#### Entre-deux-guerres
Badonviller est l'une des 64 communes françaises décorées de la Légion d'honneur par le décret du 20 avril 1929 : « Ayant eu à supporter au début des hostilités les souffrances de l'occupation, et la destruction systématique de l'envahisseur, sut conserver ensuite, au cours de nombreux bombardements qui se succédèrent jusqu'à l'armistice, un courage stoïque au milieu des privations de toutes sortes, et du danger continuel, prouvant ainsi l'indomptable énergie de ses habitants et leur foi en la victoire.»
La commune fut également décorée de la Croix de guerre 1914-1918, décernée par décret du 3 juillet 1920.

#### Seconde Guerre mondiale
En 1944, durant la Seconde Guerre mondiale, la ville, traversée par le Schutzwall West est libérée le 17 novembre par la 2e division blindée appuyé par une section de chars légers du lieutenant Jean Davreux, une section de Shermans et quelques halftraks qui se dirigent ensuite vers Strasbourg. Ces halftracks appartenaient à La Nueve, compagnie formée de républicains espagnols réfugiés en France lors de la Retirada et engagés dans la 2e DB. La libération du village se fit par des combats rue par rue. Le Mort-Homme est stoppé lors des combats à la sortie de la ville en direction de Cirey-sur-Vezouze. Le lieutenant-colonel Jean Fanneau de la Horie est tué le 18 par un éclat d'obus dans la poitrine « Ce n'est pas ce jour-là qu'il a pris le plus de risques ».
Une borne marque aujourd'hui ce passage libérateur.

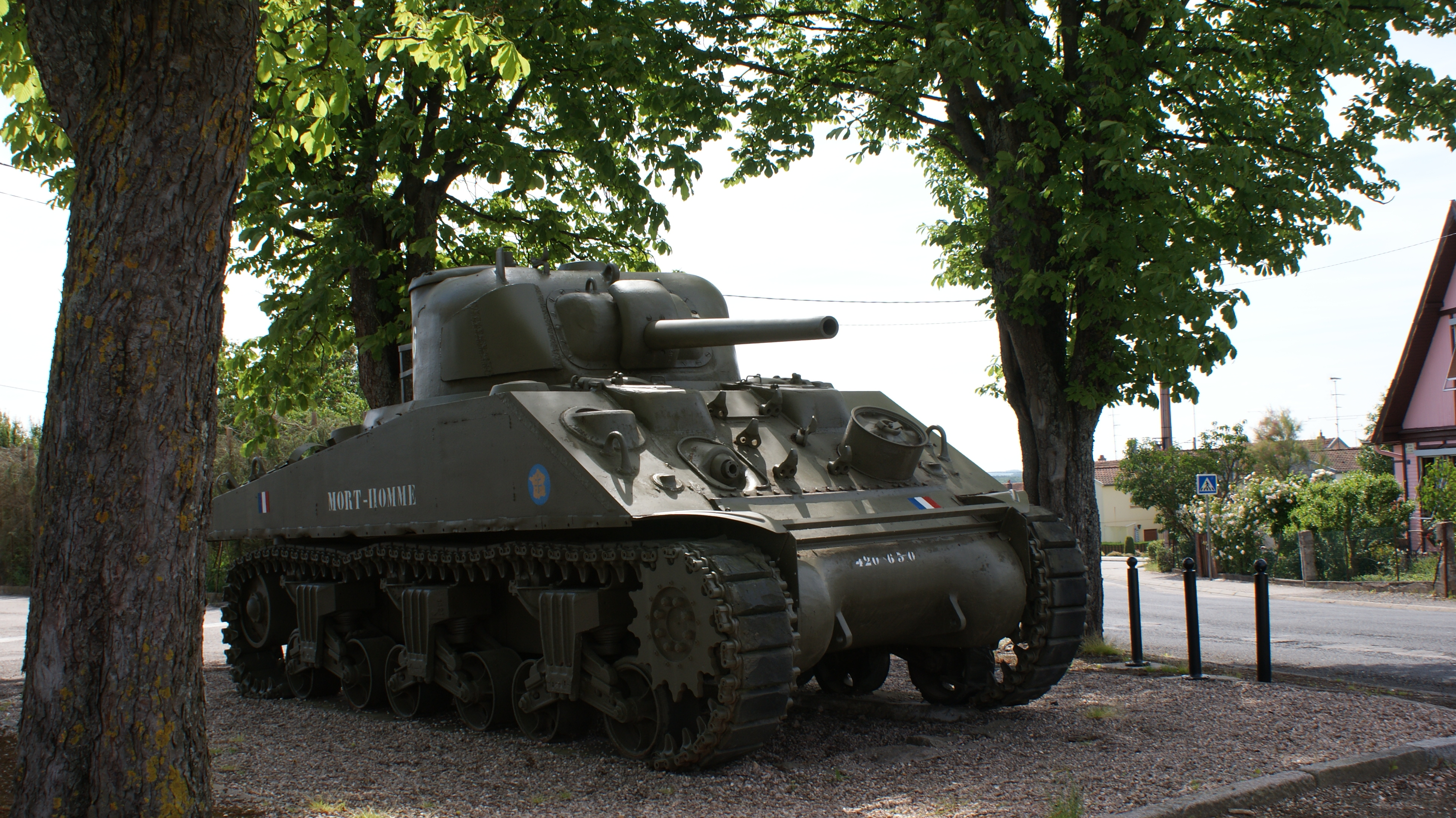
Char le Mort-Homme.
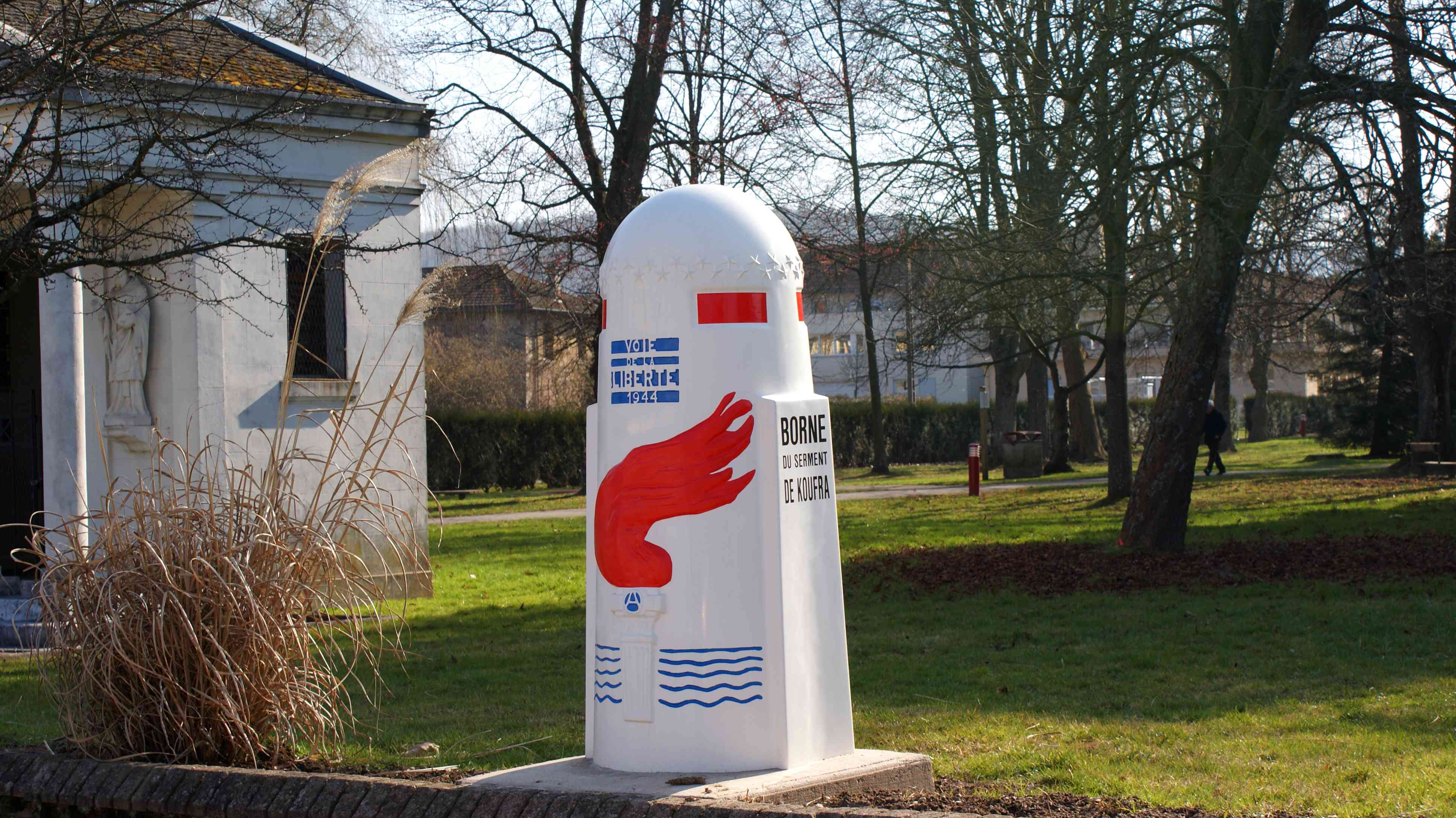
Borne du serment de Koufra.
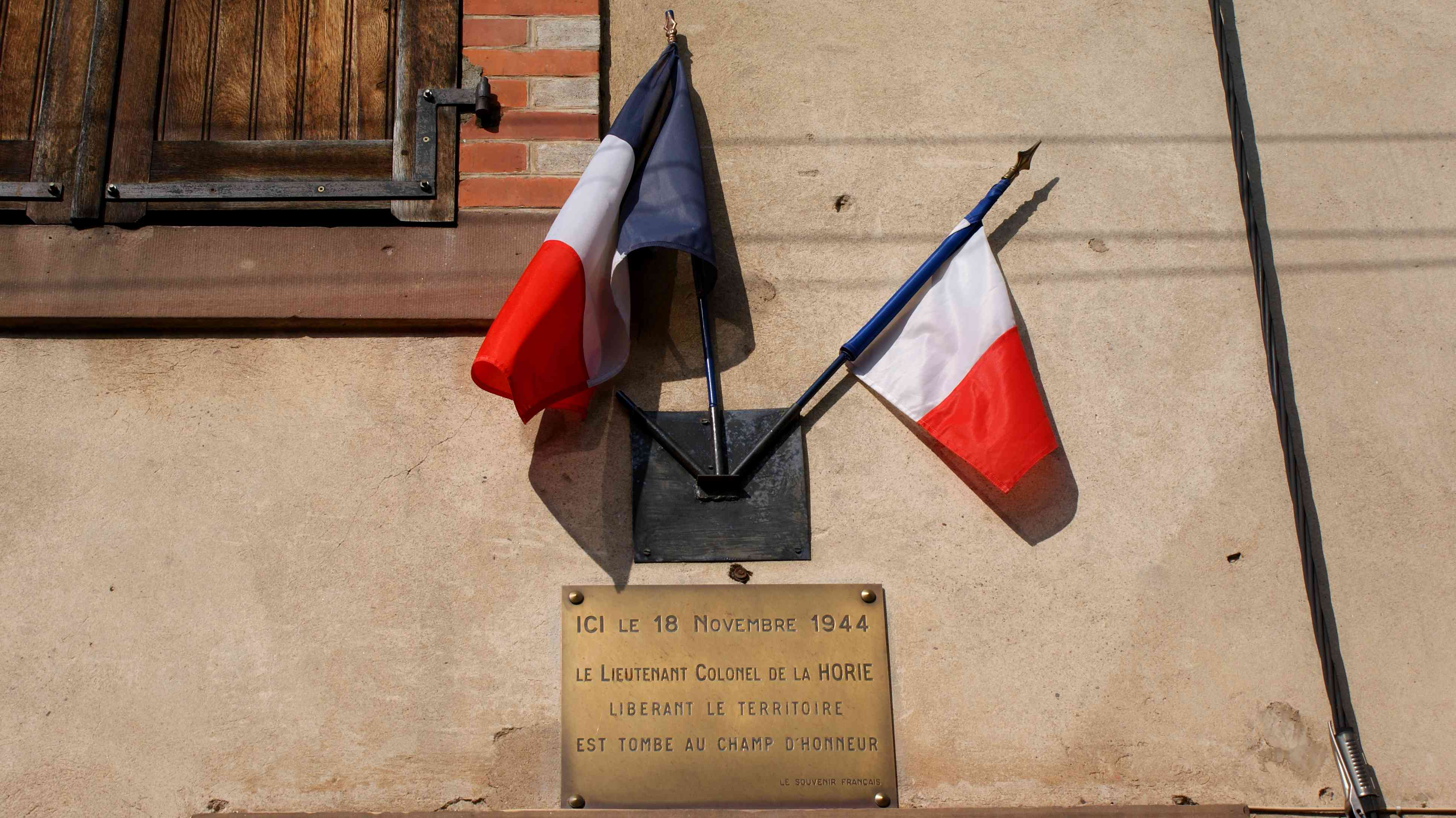
Plaque à l'endroit du décès du lieutenant-colonel de la Horie.

#### Après 1945
Le 1er novembre 1948, la commune se voyait attribuer la Croix de guerre 1939-1945, avec la citation suivante :
"La ville de Badonviller, décorée de la Légion d’honneur et de la Croix de guerre 1914-1918, pour son indomptable énergie et son courage stoïque dont les habitants ont montré les mêmes vertus civiques, établissant un réseau de résistance particulièrement actif.
En dépit des souffrances de l’occupation, des déportations dont celle du maire, M. Fournier, actuellement conseiller de la République, de l’exécution sur son territoire de 17 patriotes, d’un bombardement continu pendant trois semaines, la population a conservé son calme, sa dignité et sa foi dans la victoire. A renouvelé aussi le bel exemple de ses vertus patriotiques."

## Politique et administration

### Administration municipale
De par sa taille, la commune dispose d'un conseil municipal de 19 membres (article L2121-2 du Code général des collectivités territoriales). Lors du scrutin de 2008, il n’y eut qu’un seul tour et Bernard Muller a été réélu conseiller municipal avec le meilleur total de 721 voix, soit 86,45 % des suffrages exprimés. La participation a été de 71,40 %. Il a ensuite été élu maire par le conseil municipal.

### Listes des maires

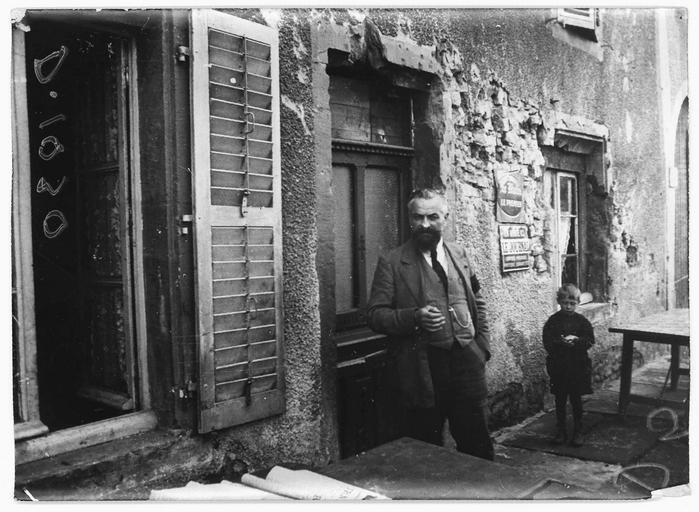
M. Benoît, maire de la commune pendant la Première Guerre mondiale, photographié le 6/9/1915.

De 1789 à 1799, les agents municipaux (maires) sont élus au suffrage direct pour 2 ans et rééligibles, par les citoyens actifs de la commune, contribuables payant une contribution au moins égale à trois journées de travail dans la commune. Sont éligibles ceux qui paient un impôt au moins équivalent à dix journées de travail.
De 1799 à 1848, la constitution du 22 frimaire an VIII (13 décembre 1799) revient sur l’élection du maire, les maires sont nommés par le préfet pour les communes de moins de 5 000 habitants. La Restauration instaure la nomination des maires et des conseillers municipaux. Après 1831, les maires sont nommés (par le roi pour les communes de plus de 3 000 habitants, par le préfet pour les plus petites), mais les conseillers municipaux sont élus pour six ans.
Du 3 juillet 1848 à 1851, les maires sont élus par le conseil municipal pour les communes de moins de 6 000 habitants.
De 1851 à 1871, les maires sont nommés par le préfet, pour les communes de moins de 3 000 habitants et pour 5 ans à partir de 1855.
Depuis 1871, les maires sont élus par le conseil municipal à la suite de son élection au suffrage universel.
| Période       | Période       | Identité                                       | Étiquette    | Qualité |
| ------------- | ------------- | ---------------------------------------------- | ------------ | --- |
| 4 avril 1945  | décembre 1970 | Émile Fournier (1889-1970)                     | RGR puis UDR | Notaire, conseiller de la République de 1946 à 1948 Conseiller général du canton de Badonviller (1945-1970) |
| décembre 1970 | mars 1989     | Yvette Fournier                                |              | |
| mars 1989     | mars 2001     | Jean Nouvier                                   |              | |
| mars 2001     | En cours      | Bernard Muller, Réélu pour le mandat 2020-2026 |              | Ancien employé                                                                                              |

## Population et société

### Démographie
L'évolution du nombre d'habitants est connue à travers les recensements de la population effectués dans la commune depuis 1793. Pour les communes de moins de 10 000 habitants, une enquête de recensement portant sur toute la population est réalisée tous les cinq ans, les populations de référence des années intermédiaires étant quant à elles estimées par interpolation ou extrapolation. Pour la commune, le premier recensement exhaustif entrant dans le cadre du nouveau dispositif a été réalisé en 2008.

En 2022, la commune comptait 1 533 habitants, en évolution de −1,35 % par rapport à 2016 (Meurthe-et-Moselle : −0,13 %, France hors Mayotte : +2,11 %).
| 1793  | 1800  | 1806  | 1821  | 1831  | 1836  | 1841  | 1846  | 1851  |
| ----- | ----- | ----- | ----- | ----- | ----- | ----- | ----- | ----- |
| 1 766 | 1 877 | 1 971 | 2 028 | 2 357 | 2 213 | 2 353 | 2 390 | 2 356 |

| 1856  | 1861  | 1872  | 1876  | 1881  | 1886  | 1891  | 1896  | 1901  |
| ----- | ----- | ----- | ----- | ----- | ----- | ----- | ----- | ----- |
| 2 111 | 2 204 | 2 013 | 1 953 | 1 725 | 1 785 | 1 684 | 1 689 | 1 957 |

| 1906  | 1911  | 1921  | 1926  | 1931  | 1936  | 1946  | 1954  | 1962  |
| ----- | ----- | ----- | ----- | ----- | ----- | ----- | ----- | ----- |
| 1 876 | 2 086 | 1 927 | 2 152 | 2 267 | 2 192 | 2 010 | 2 160 | 2 143 |

| 1968  | 1975  | 1982  | 1990  | 1999  | 2006  | 2008  | 2013  | 2018  |
| ----- | ----- | ----- | ----- | ----- | ----- | ----- | ----- | ----- |
| 2 050 | 1 920 | 1 812 | 1 660 | 1 512 | 1 579 | 1 598 | 1 550 | 1 548 |

| 2022  | - | - | - | - | - | - | - | - |
| ----- | - | - | - | - | - | - | - | - |
| 1 533 | - | - | - | - | - | - | - | - |

### Enseignement
La commune fait partie de la circonscription de Lunéville de l'académie de Nancy-Metz. Les enfants de la commune suivent le début de leur scolarité à Badonviller, à l'école maternelle publique Salm puis à l'école primaire publique du Haut-Jardinet et enfin au collège de la Haute-Vezouze à Cirey-sur-Vezouze. Les élèves vont ensuite aux lycées de Lunéville : le lycée Ernest-Bichat, le lycée polyvalent Jacques-Boutet-de-Monvel ou le lycée professionnel Paul-Lapie ou bien encore le lycée privé Saint-Pierre-Fourier.

### Sports
L'environnement nature de la commune permet, notamment, la pratique de sports comme le VTT, la randonnée pédestre, ou le canoë-kayak.
Toutefois, plusieurs équipements sportifs existent sur la commune : un stade de football, un gymnase (récemment rénové),ainsi que plusieurs clubs sportifs, comme le paintball.

### Cultes
Culte catholique en l'église Saint-Martin.

## Économie
Badonviller, comme toute la Lorraine et la partie de la Belgique qui se trouve dans son prolongement, fut un centre important de production de céramique et de faïence. De ce passé subsiste maintenant un musée de la faïence.
Afin de relancer l'activité économique sur la commune, la municipalité, en association avec la communauté de communes du Badonvillois, réaménage les sites de l'ancienne faïencerie et de la plate-forme SNCF, pour la création d'une zone d'activité (environ 13 hectares).
La fermeture du collège Emile-Fournier de Badonviller le 8 juillet 2016, est une perte importante pour la commune : les conséquences pourraient être que la commune soit moins attirante pour les parents ayant des enfants à scolariser.

## Culture et patrimoine

### Lieux et monuments
- Hôtel de ville 1811, reconstruit 1924.
- Hôtels particuliers.
- Monument du 358e RI.
- Cimetière national : 2562 soldats français.
- Les fontaines : très nombreuses et très jolies ;
- Les divers bâtiments anciens du village.

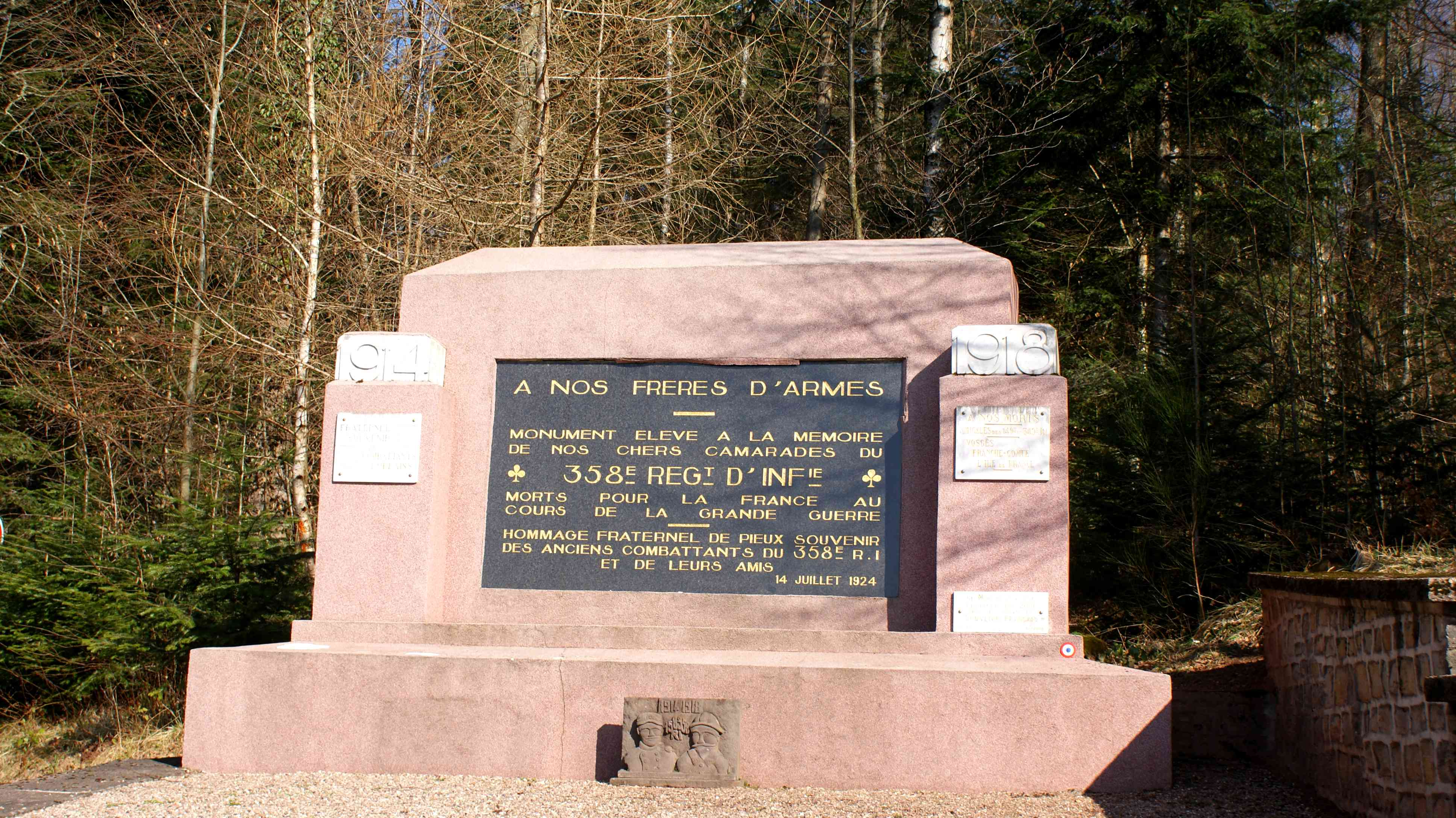
Monument du 358e RI.
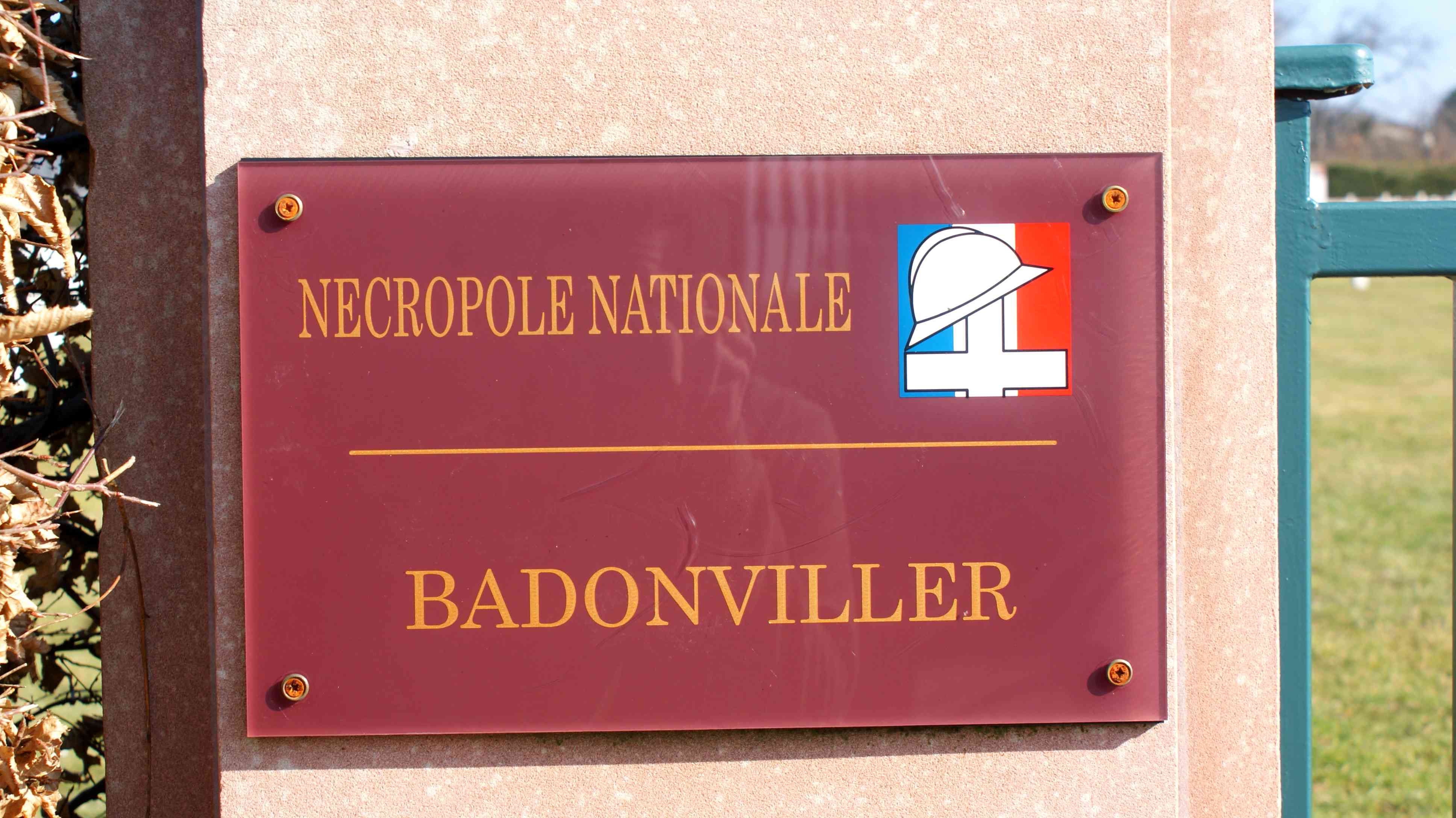
Cimetière militaire.
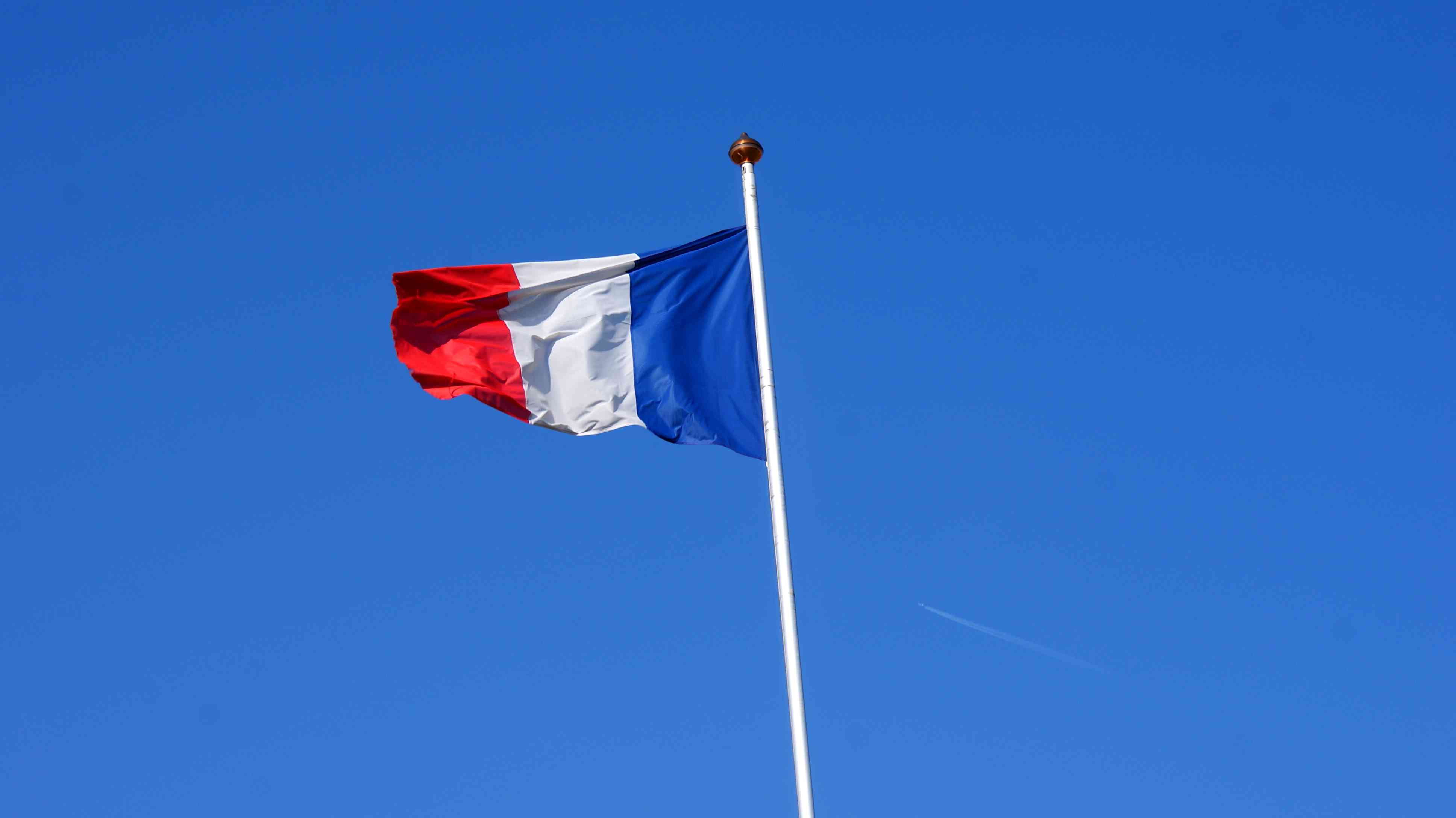
Cimetière militaire.
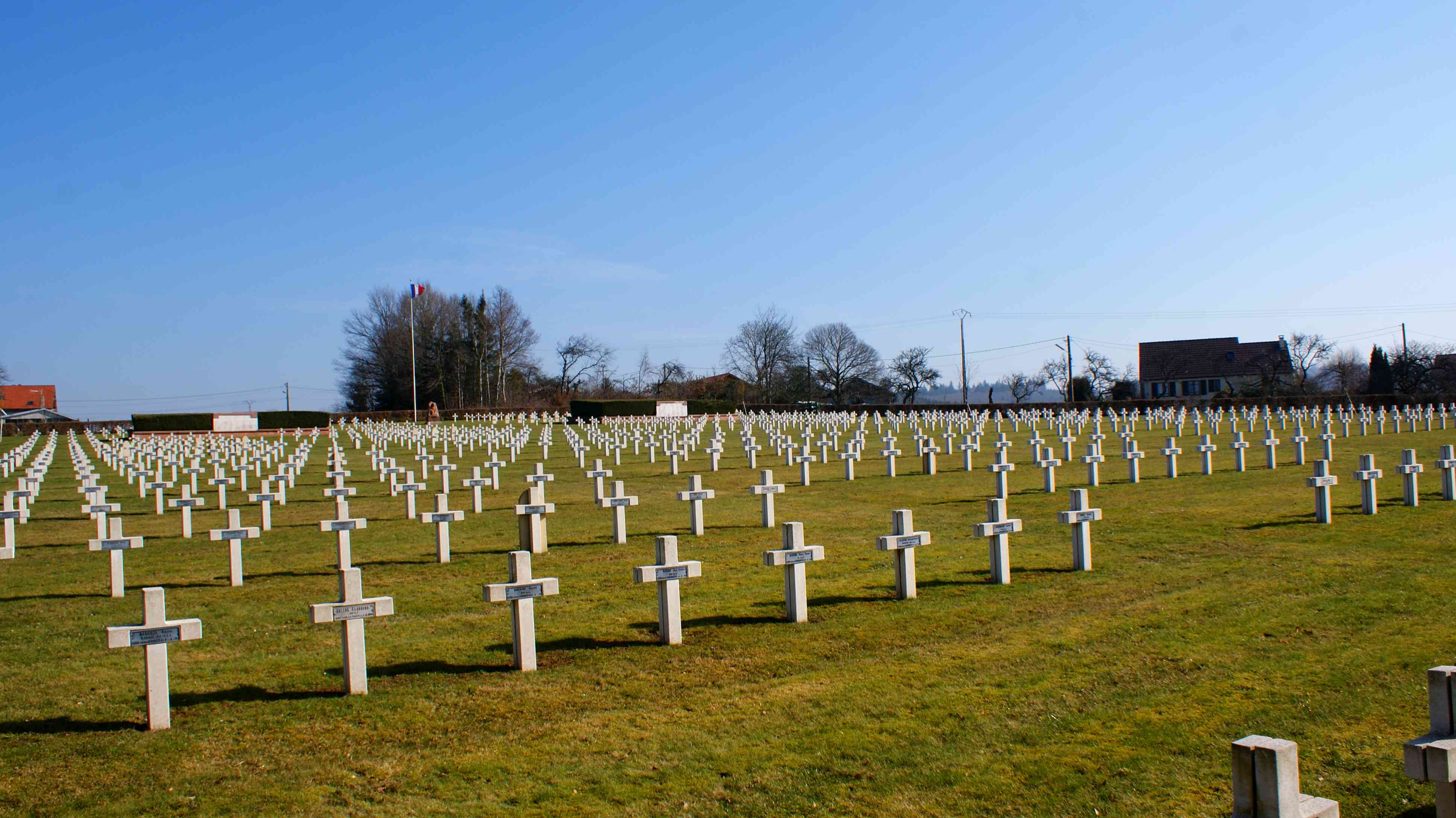
Cimetière militaire.
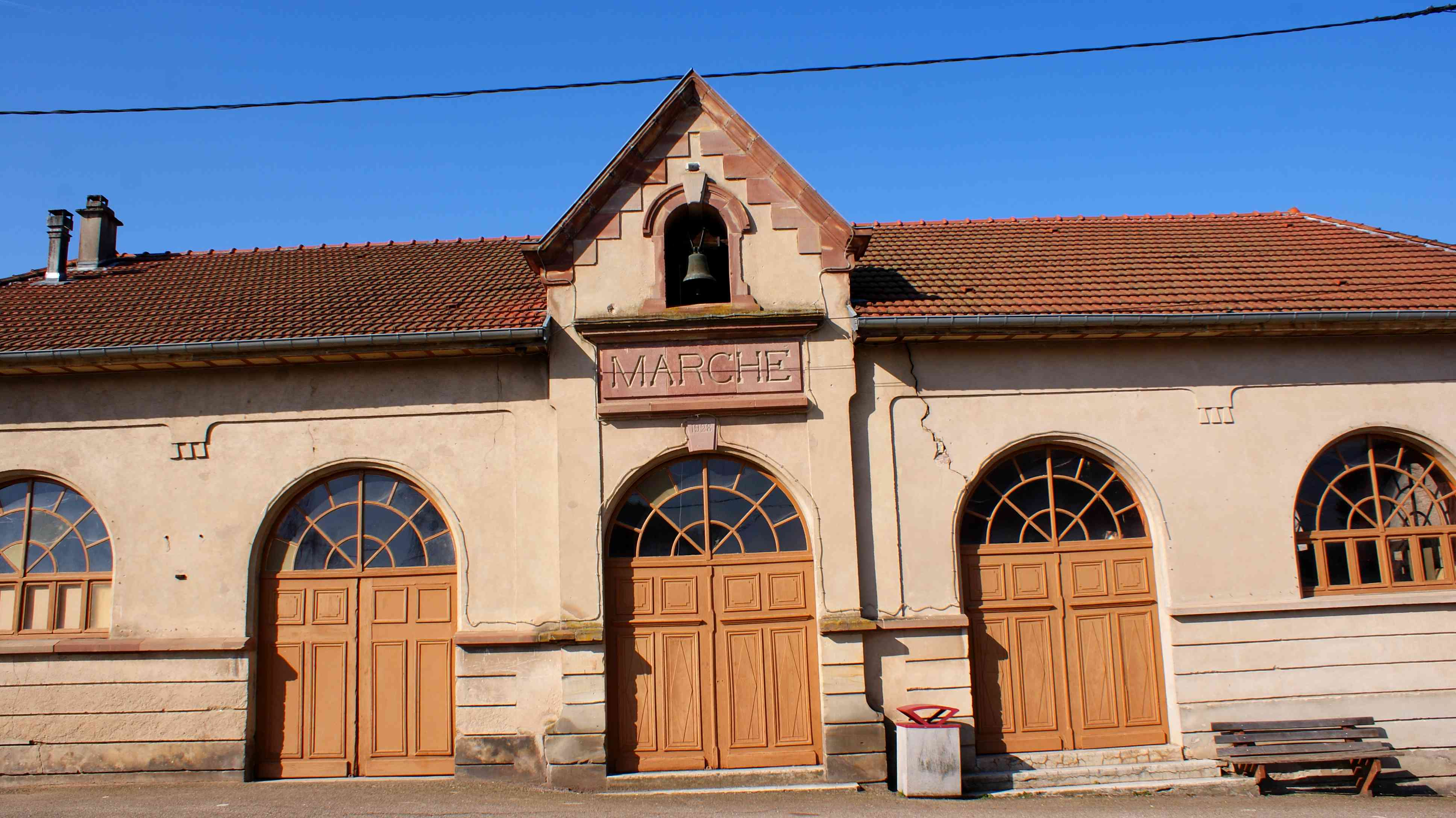
Marché couvert.

### Édifices religieux

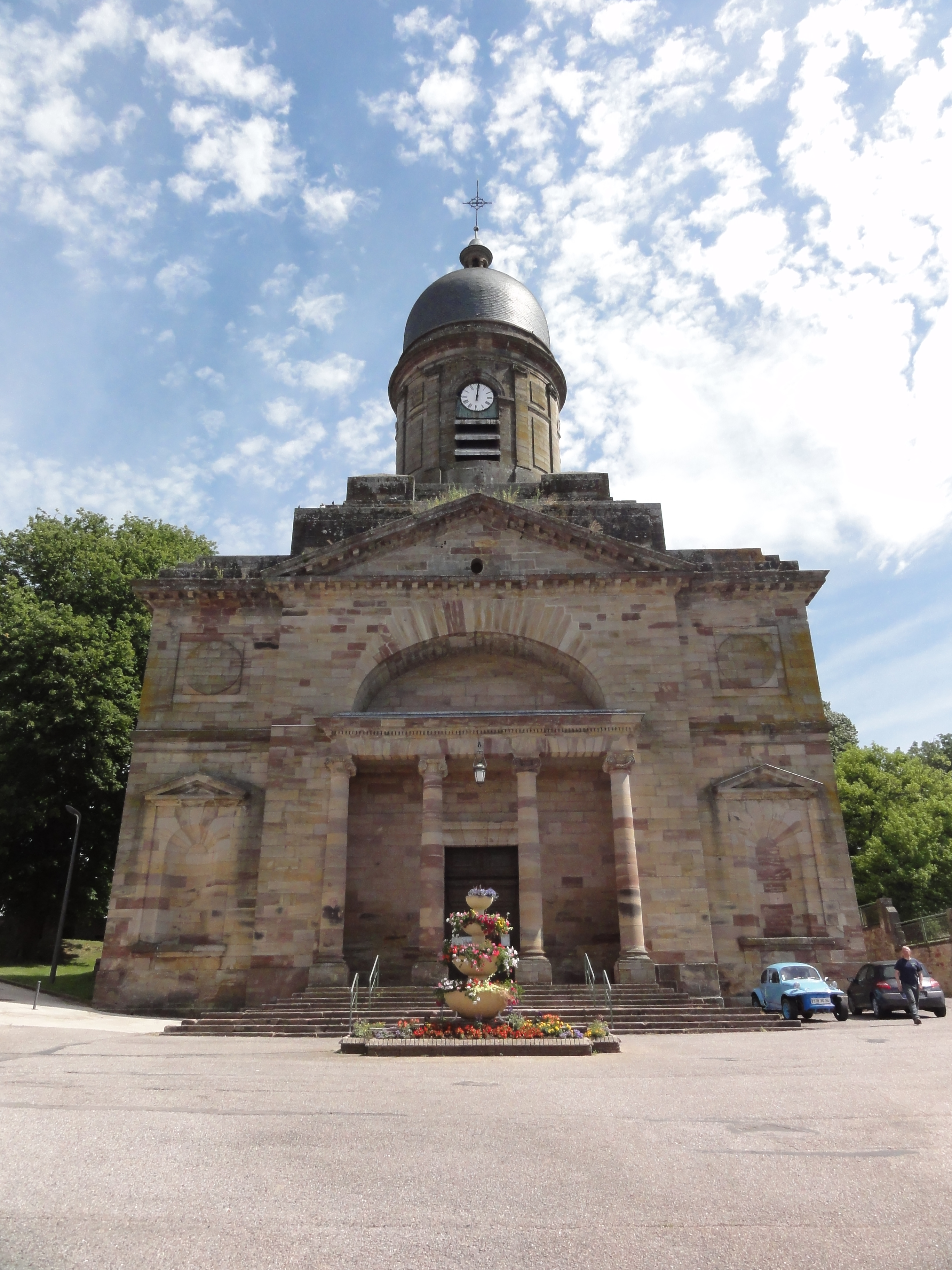
Église Saint-Martin.

- Église romane Saint-Martin (XVIIIe siècle), reconstruite en 1925 en style néo-classique ; elle est un édifice classé, dans sa totalité, au titre des monuments historiques depuis un arrêté du 14 février 1921[62],[63]. Elle a pour particularité d'avoir une architecture à toit rond et un carillon imitant celui de Big Ben.
- Chapelle de la Vierge du Mémorial (avenue Leclerc)[64].
- Chapelle funéraire Fenal[65].
- Chapelle Cartier-Bresson[66].

### Les curiosités

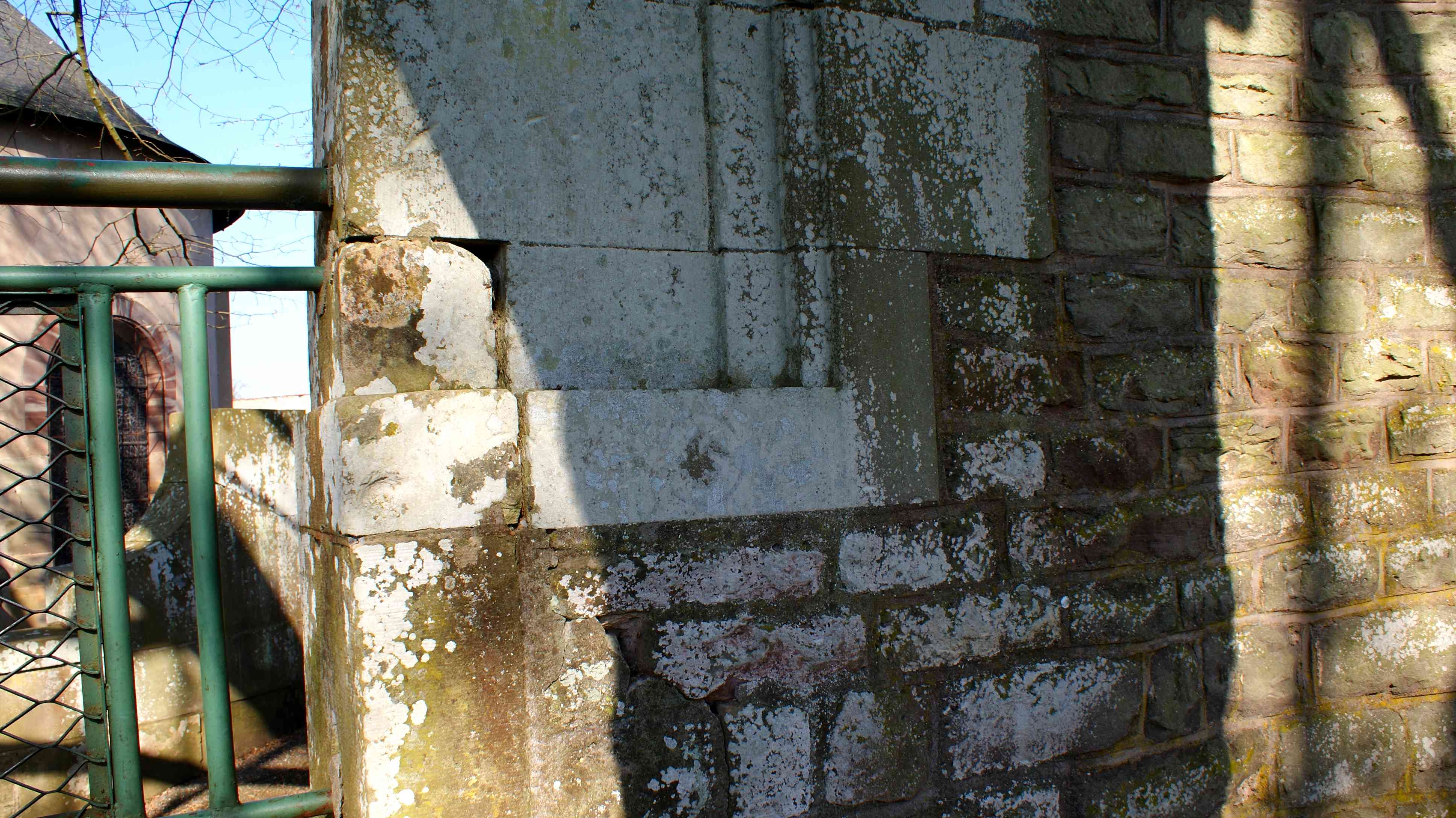
Croix gammée.

Vestige d'une ancienne croix gammée à proximité de l'église située dans l'ancienne école, détruite le 12 août 1914.

### Personnalités liées à la commune

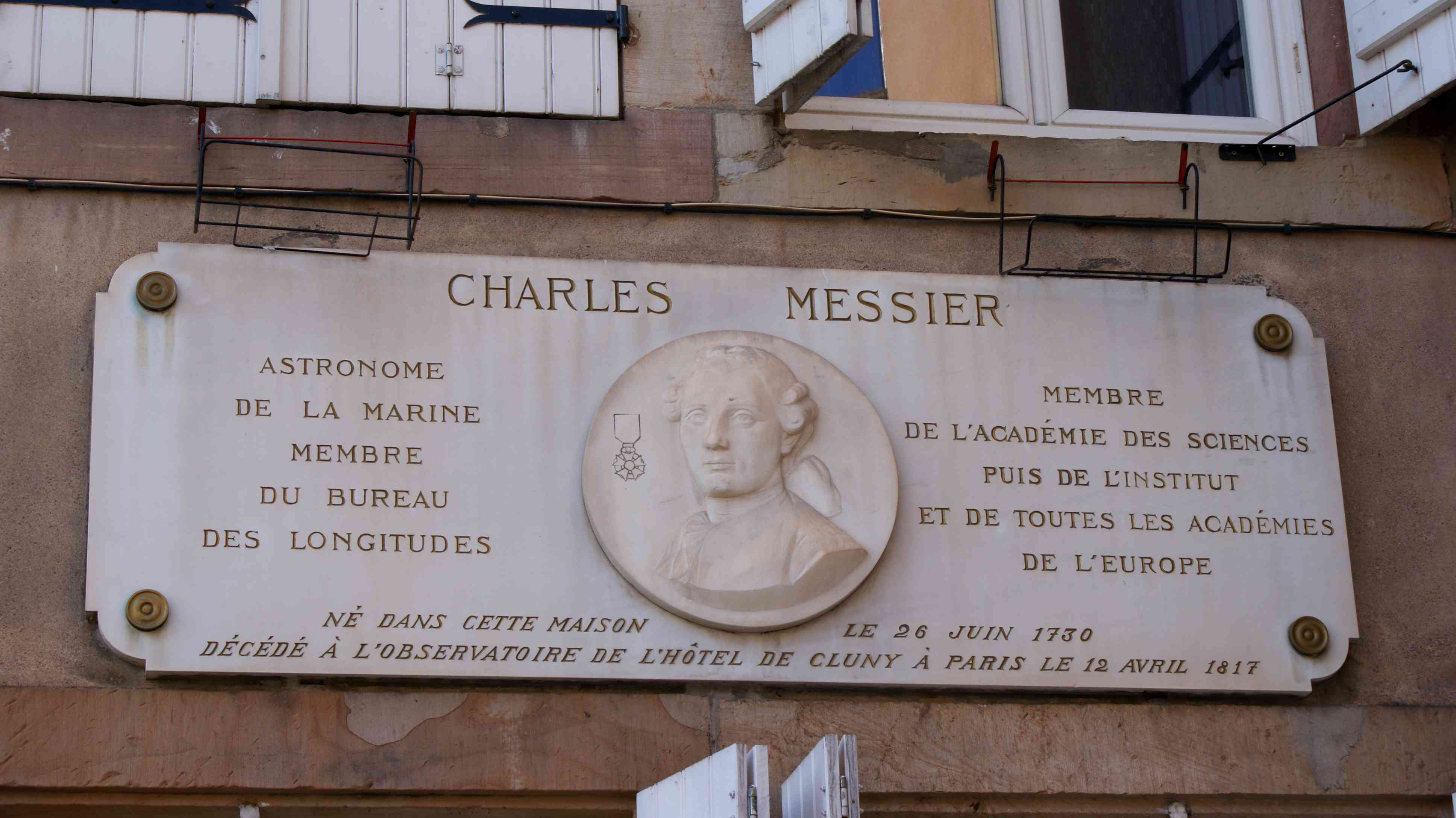
Plaque commémorative.

- Un des personnages les plus célèbres de Badonviller est l'astronome Charles Messier grand découvreur de comètes et auteur du fameux catalogue d'objets d'aspect nébuleux qui porte son nom.
- On peut également citer le peintre paysagiste Jean-Baptiste Claudot, le général Auguste Clément Gérôme, la résistante Thérèse Adloff, le diplomate Léon Marchal et le philosophe et théologien Jean-Claude Larchet.
- Nicolas Fenal (1851-1905), homme politique, député de Meurthe-et-Moselle de 1898 à 1902.
- Thérèse Adloff née à Badonviller en 1904, décédée en déportation, est une résistance ayant facilité l'évasion de prisonniers de guerre.

### Héraldique
| Blason de Badonviller | Blason  | De gueules semé de croisettes recroisetées au pied fiché d'or, à deux saumons adossés du même brochant sur le tout. Devise / CriCalme dans la tourmente |
| Blason de Badonviller | Détails | Badonviller devint capitale du comté de Salm au XVIe siècle. C'est à cette époque qu'elle adopta le blason actuel. Les armoiries s'accompagnent des croix de guerre au naturel, surmontées d'une couronne murale sommée de trois tours d'or maçonnées de sable et accostée de deux branches de sinople (chêne et laurier) croisées en pointe et liées de gueules par un ruban du même auquel est suspendue l'étoile de Légion d'honneur et la devise : Calme dans la tourmente Le statut officiel du blason reste à déterminer. |